# Associazione Calcistica Lanciano 1940-1941
Questa voce raccoglie le informazioni riguardanti l'Associazione Calcistica Lanciano nelle competizioni ufficiali della stagione 1940-1941.

## Rosa
| N. |                   | Ruolo | Calciatore           |
| -- | ----------------- | ----- | -------------------- |
|    | Italia (bandiera) | C     | Mario Bertazzo       |
|    | Italia (bandiera) | A     | Giovanni Bocchio     |
|    | Italia (bandiera) | C     | Aldo Brandimarte     |
|    | Italia (bandiera) | A     | Emidio Conti         |
|    | Italia (bandiera) | D     | Mario Contratti      |
|    | Italia (bandiera) | P     | Ubaldo Coppo         |
|    | Italia (bandiera) | C     | Stefano Corneglio    |
|    | Italia (bandiera) | A     | Luigi De Rentiis     |
|    | Italia (bandiera) | D     | Giuseppe Giannatasio |

| N. |                   | Ruolo | Calciatore         |
| -- | ----------------- | ----- | ------------------ |
|    | Italia (bandiera) | C     | Benvenuto Lagoglio |
|    | Italia (bandiera) | P     | Sergio Molinari    |
|    | Italia (bandiera) | P     | Vittorio Mornese   |
|    | Italia (bandiera) | D     | Angelo Quarello    |
|    | Italia (bandiera) | D     | Armando Riso       |
|    | Italia (bandiera) | C     | Italo Sion         |
|    | Italia (bandiera) | D     | Mario Volpe        |
|    | Italia (bandiera) | D     | Mario Zulli        |